# Dottor Male
Il dottor Male (nell'originale inglese Dr. Evil) è lo spietato e diabolico personaggio delle serie di film basati sulle avventure del fotografo e investigatore britannico Austin Powers. Il personaggio, interpretato dal comico Mike Myers, rappresenta una parodia del personaggio di Ernst Stavro Blofeld impersonato da Donald Pleasence in film come Si vive solo due volte e Licenza di uccidere e più in generale del cliché dello scienziato pazzo.

## Biografia
Completamente calvo, indossa sempre un abbottonato cappotto asburgico di colore grigio-azzurro che gli sta corto di maniche. Fa spesso battute che non fanno ridere, ma ci rimane male nel constatare l'indifferenza degli altri. Quando è contento fa un tipico gesto con la mano, come a mettersi il mignolo della mano destra in bocca.
Il dottor Male possiede un gatto persiano di nome Signor Bigolo (Mr. Bigglesworth in inglese), che però a causa di un processo di congelamento è diventato un gatto Sfinge, completamente glabro. Ha inoltre un figlio, Scott Male, avuto con una sua stretta collaboratrice, la severa tedesca Frau Farbissina; il Dr. Male non ritiene tuttavia Scott sufficientemente cattivo per portare avanti la sua industria del male, sicché dona tutto il suo affetto a un clone, Mini-Me, così chiamato per via delle dimensioni molto piccole, circa 1:3 rispetto a lui. Tra gli altri collaboratori ci sono l'incapace Numero 2, Ciccio Bastardo e l'immortale Mustafà.
Durante il film Austin Powers - Il controspione, la prima pellicola della serie, il Dr. Male viene invitato dal figlio Scott a una sessione di terapia di gruppo sul rapporto padri-figli. Interrogato sulla storia della sua vita, egli ha così risposto:
Personaggio malvagio e crudele fino all'inverosimile, il Dr. Male progetta sempre la conquista del mondo, finendo però regolarmente sconfitto. Ha frequentato per anni la "Scuola medica maligna" e detesta quando lo chiamano "Signore". I suoi progetti per il dominio del mondo prendono spesso il nome dai marchi della cultura pop post-anni '60 (Morte Nera o The Alan Parsons Project), ed è spesso ignaro del gioco di parole accidentale dovuto al fatto che è stato congelato per trent'anni. Ad esempio, quando dice che trasformerà la luna in una "Morte Nera", Scott ride e lo chiama "Dart Fener". Alcune delle sue minacce sono esagerate, come quando minaccia di far eruttare tutti i vulcani del mondo contemporaneamente, ma mostra solo i suoi macchinari, una specie di omaggio ad Operazione tuono. Quando cerca di dimostrare la minaccia della sua "Morte Nera", "dimostra" la potenza del suo laser mostrando al presidente e al suo gabinetto un filmato dove la Casa Bianca viene distrutta, prima di ammettere che si trattava solo di un filmato del film Independence Day, concludendo poi debolmente affermando che "I risultati saranno più o meno gli stessi".
Il dottor Male sembra avere un problema in generale con la comprensione del denaro, in particolare per quanto riguarda l'inflazione, minacciando in vari modi un ricatto mondiale per un milione di dollari e poi per 100 miliardi, provocando risate per la somma suggerita che viene percepita come troppo bassa o troppo grande. Altri suoi piani includono la minaccia di distruggere lo strato di ozono e creare uno scandalo riguardante il matrimonio del principe Carlo, ignaro che questi fossero già problemi che attiravano l'attenzione popolare.
Esprime delusione quando la legislazione sulle specie in via di estinzione gli impedisce di ottenere squali equipaggiati con raggi laser, ma alla fine si accontenta di spigole mutate. Come Auric Goldfinger, crea modellini dei suoi piani, preoccupato che siano troppo complicati per essere compresi dai suoi tirapiedi. Non si preoccupa nemmeno delle società (Virtucon, Starbucks, Hollywood Talent Agency) che finanziano i suoi piani, ignorando tutti i suggerimenti di Numero Due su come aumentare i profitti di tali società.
Nel suo terzo film, ovvero Austin Powers in Goldmember, si scopre che il suo vero nome è Douglas "Dougie" Powers e che egli è fratello del suo nemico giurato Austin in quanto figlio anch'egli della spia internazionale Nigel Powers, che lo credette morto a seguito di un incendio capitato alla sua auto. Nel finale della commedia, Austin e Douglas si ricongiungono, ma l'impero economico e paramiliatare appartenuto all'ex Dr. Male passa al figlio Scott, che incomincia a incattivirsi e a perdere i capelli.